# Herminio Teves
Herminio G. Teves (Dumaguete, 25 april 1920 - 15 mei 2019) was een Filipijns politicus. Teves was namens het 1e kiesdistrict van Negros Oriental lid van het Filipijns Huis van Afgevaardigden van 1970 tot 1972. Van 1986 tot 1988 was Teves gouverneur van Negros Oriental. Nadien was Teves van 1998 tot 2007 opnieuw afgevaardigde in het Huis, ditmaal namens het 3 kiesdistrict.

## Biografie
Herminio Teves werd geboren op 25 april 1920 in de stad Dumaguete in de Filipijnse provincie Negros Oriental. Hij was een zoon van Margarito Teves en Francisca Guivelondo. Na het behalen van zijn middelbare schoolopleiding aan de Negros Oriental High School, studeerde Teves aan de Philippine Nautical School in Pasay, waar hij in 1941 als valedictorian zijn diploma Maritime Transportation behaalde. Na zijn studie was Teves onder meer manager bij lloilo Negros Shipping Company. Later was hij topman van diverse bedrijven in zijn geboorteprovincie Negros Oriental.
In november 1969 werd Taves namens het 1e kiesdistrict van Negros Oriental gekozen als afgevaardigde in het Filipijns Huis van Afgevaardigden. Zijn termijn begon in 1970 en kwam twee jaar later vroegtijdig ten einde toen het Filipijns parlement werd opgeheven, nadat president Ferdinand Marcos in september 1972 de staat van beleg afkondigde. Na de val van Marcos door EDSA-revolutie was hij van 1986 tot 1988 gouverneur van de provincie Negros Oriental. Bij de verkiezingen van 1998 werd Teves opnieuw gekozen als afgevaardigde in het Huis van Afgevaardigden, ditmaal namens het 3e kiesdistrict van Negros Oriental. In 2001 en 2004 werd hij herkozen, tot zijn termijn. na de maximale drie aaneengesloten termijnen in het Huis, in 2007 ten einde kwam.
Teves overleed in 2019 op 99-jarige leeftijd. Hij was getrouwd met Victoria Villamor en kreeg met haar acht kinderen. Zijn zoon Margarito Teves was Minister van Financiën in het kabinet van Gloria Macapagal-Arroyo en ook afgevaardigde van Negros Oriental.